# Еужиярви
Еужиярви — пресноводное озеро на территории Юшкозерского и Боровского сельских поселений Калевальского района Республики Карелии.

## Общие сведения
Площадь озера — 5,5 км², площадь водосборного бассейна — 10600 км². Располагается на высоте 101,1 метров над уровнем моря.
Форма озера лопастная, продолговатая: оно вытянуто с северо-запада на юго-восток. Берега изрезанные, каменисто-песчаные, местами заболоченные.
Через озеро протекает река Кемь.
В озере расположено не менее восьми безымянных островов различной площади.
Код объекта в государственном водном реестре — 02020000811102000004975.